# زادگیری اسب

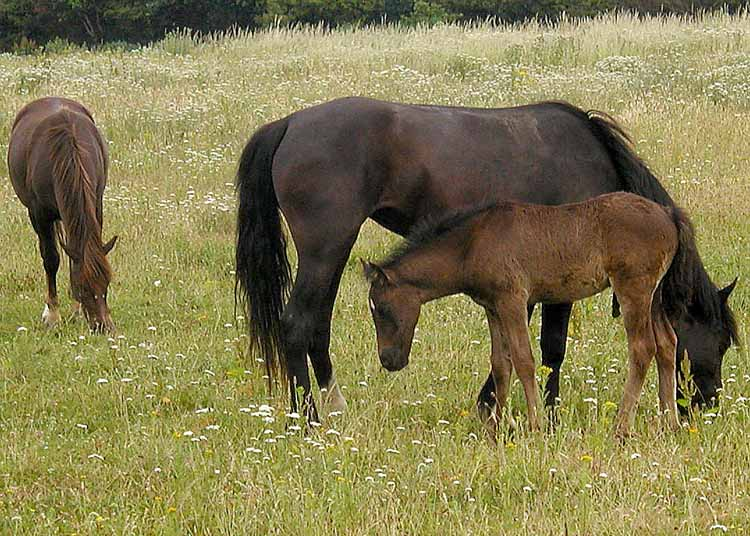
مادیان و کره اسب

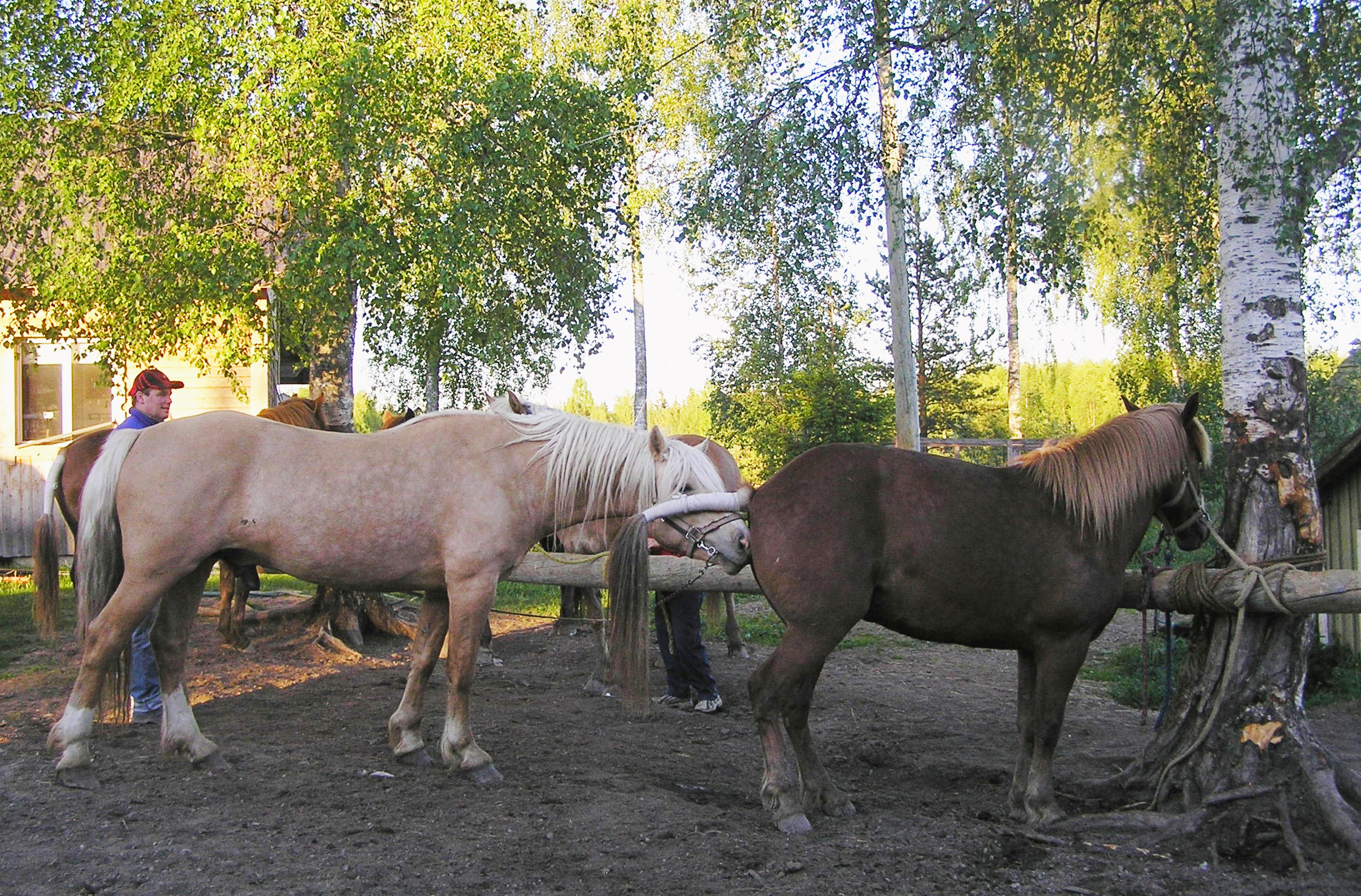
اسب نر در حال بررسی یک مادیان هنگام فحلی. مادیان با پایین انداختن پشت اسب نر و بالا بردن دم از اسب نر استقبال می‌کند.

زادگیری اسب (به انگلیسی: Horse breeding) عبارت است از تولیدمثل در اسب‌ها و به‌ویژه فرایند زادگیری گزینشیی حیوانات به‌ویژه اسب‌های نژاد اصیل از یک نژاد خاص که توسط انسان انجام می‌شود. از جفت‌گیری‌های برنامه‌ریزی‌شده می‌توان برای تولید ویژگی‌های خاص مورد نظر در اسب‌های اهلی استفاده کرد. علاوه بر این، مدیریت و فناوری‌های نوین اصلاح نژاد می‌تواند میزان لقاح، بارداری سالم و کره‌زایی موفق را افزایش دهد.

## واژه‌شناسی
والد نر اسب، نریان، معمولاً به عنوان پدر و مادر ماده، مادیان نامیده می‌شود. هر دو از نظر ژنتیکی مهم هستند، زیرا هر ژن والدین می‌تواند با احتمال ۵۰٪ در کره اسب وجود داشته باشد. برخلاف استفاده نادرست رایج، «کلت» (Colt) تنها به یک اسب نر جوان اشاره دارد. «فیلی» (Filly) یک ماده جوان است. اگرچه بسیاری از صاحبان اسب ممکن است به سادگی یک مادیان خانوادگی را به یک اسب نر محلی زادگیری دهند تا یک حیوان همدم تولید کنند، اکثر زادگیران حرفه‌ای از زادگیری گزینشی برای تولید افراد از یک فنوتیپ یا نژاد خاص استفاده می‌کنند. روش دیگر، یک زادگیر می‌تواند با استفاده از افراد با فنوتیپ‌های مختلف، یک نژاد جدید با ویژگی‌های خاص ایجاد کند.

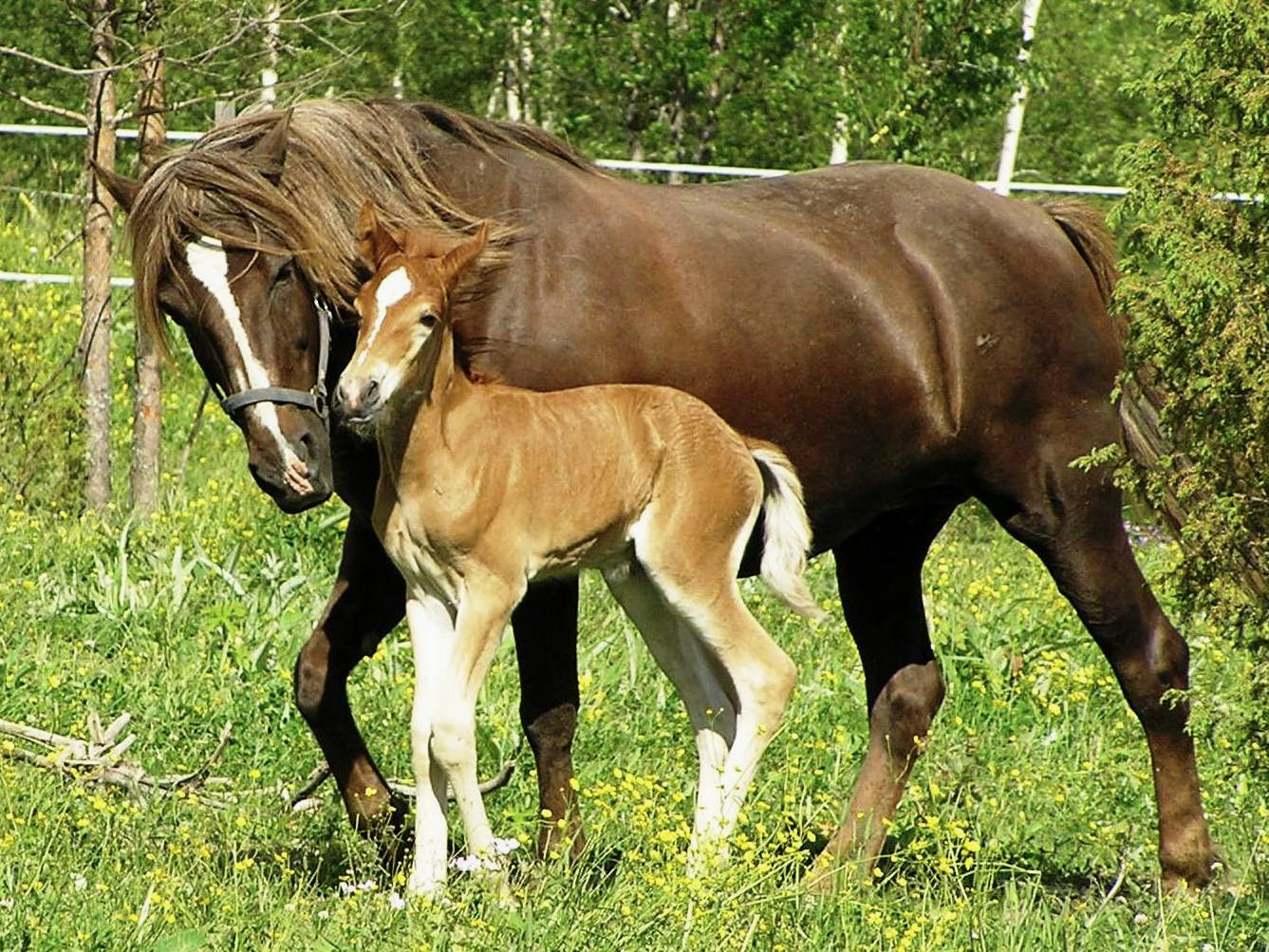
کره اسب با مادرش

اسبی را که کره اسب می‌زاید (متولد می‌شوند) «نژاد» می‌گویند؛ بنابراین، یک اسب جوان که در انگلستان تصور می‌شود، اما در ایالات متحده کره شده است، به عنوان زایش‌یافته (پرورش‌یافته) در ایالات متحده در نظر گرفته می‌شود. در برخی موارد، به‌ویژه در صنعت پرورش نژاد اصیل، اسب‌های نژاد آمریکایی و کانادایی نیز ممکن است توسط ایالت یا استانی که در آن پرورش داده شده‌اند توصیف شوند. برخی از نژادها کشور یا ایالتی را نشان می‌دهند که در آن لقاح، به عنوان خاستگاه کره اسب است.
به همین ترتیب، «زادگیر» (breeder)، کسی است که مالک یا اجاره‌دار مادیان در زمان کُره‌گیری بوده است. آن فرد ممکن است هیچ ارتباطی با جفت‌گیری مادیان نداشته باشد. مهم است که قوانین ثبت هر نژاد را بررسی کنید تا مشخص شود که کدام قانون برای هر کُره خاصی اعمال می‌شود.